# Ammotrypane
Ammotrypane är ett släkte av ringmaskar. Ammotrypane ingår i familjen Opheliidae.

## Dottertaxa tillAmmotrypane, i alfabetisk ordning[1]
- Ammotrypane adamantea
- Ammotrypane aulogaster
- Ammotrypane aulogastrella
- Ammotrypane aulopygos
- Ammotrypane bimensis
- Ammotrypane breviata
- Ammotrypane brevibranchiata
- Ammotrypane buitendijki
- Ammotrypane chaetifera
- Ammotrypane cordiformis
- Ammotrypane delapidans
- Ammotrypane dubia
- Ammotrypane ehlersi
- Ammotrypane fauveli
- Ammotrypane filobranchiata
- Ammotrypane galatheae
- Ammotrypane gigantea
- Ammotrypane grandis
- Ammotrypane gymnopyge
- Ammotrypane kampeni
- Ammotrypane kuekenthalii
- Ammotrypane langii
- Ammotrypane minuta
- Ammotrypane nematoides
- Ammotrypane nybelini
- Ammotrypane pallida
- Ammotrypane polycheles
- Ammotrypane profunda
- Ammotrypane pygocirrata
- Ammotrypane remigera
- Ammotrypane sarsi
- Ammotrypane scaphigera
- Ammotrypane setigera
- Ammotrypane sibogae
- Ammotrypane syringopyge
- Ammotrypane trigintae